# The Save the Children Fund Film
The Save the Children Fund Film è un documentario del 1971 prodotto da Tony Garnett.
Fu commissionato nel 1969 per celebrare il 50º anniversario della fondazione di Save the Children.
Finanziato da Save the Children, e London Weekend Television.
Diretto da Ken Loach, che aveva appena terminato, la realizzazione del suo primo film Kes, venne girato tra la Gran Bretagna ed il Kenya.
Terminati la realizzazione e il montaggio, venne effettuata una proiezione per i responsabili della London Weekend Television, che contestarono alcune scene. Dopo una battaglia legale con Save the Children, che pretendeva la distruzione del negativo originale, e di tutte le copie, Garnett e Loach, riuscirono ad ottenere, che almeno una copia, priva di titoli di testa e coda, crediti, venisse depositata presso il BFI (British Film Institute), ma Save the Children pretese che non venisse mai proiettato in pubblico, senza la sua approvazione.
Il 1º settembre 2011, dopo 40 anni, per la prima volta, il documentario venne proiettato presso il BFI.
Justin Forsyth, amministratore di Save the Children, interpellato da Tony Garnett, sulla possibilità di mostrare il documentario in tv, in un primo momento si dichiarò favorevole, ma successivamente, si oppose.
La cause, che portarono, al ritiro del documentario e relativa causa legale tra Save the Children e Garnett, Loach, sarebbero causate, da alcune scene girate in Kenya e Gran Bretagna, dove si mette in evidenza, che il progetto di aiuto e di carità, sarebbe solo un modo per placare la coscienza della borghesia inglese, e non avrebbe un reale scopo di aiuto, ma anzi continuerebbe a tenere in condizione di povertà e di inferiorità culturale, i bambini dei paese poveri del terzo mondo (con chiari riferimenti alle ex colonie britanniche, che graverebbero in queste condizioni, soprattutto, per la non volontà di aiutare questi paesi, durante il periodo coloniale, ma solo di sfruttarne le risorse), e quelli delle periferie inglesi. Questo metteva e mette tuttora in imbarazzo sia il governo britannico sia Save the Children, tanto da continuare il boicottaggio del documentario.
In alcune scene girate in Kenya, viene mostrata una scuola, molto simile ad una inglese dell'epoca. Secondo una teoria pubblicata nel libro di Anthony Hayward, illustrata nel suo libro Which Side Are You On? Ken Loach and His Films  (2004), i ragazzi di quella scuola sarebbero stati costretti a comportarsi come se fossero in una scuola inglese, gli insegnanti vennero invitati a vestirsi come in occidente. Si sospetta, che alcuni dirigenti della scuola fossero coinvolti nelle uccisioni della rivolta Mau Mau.